# ساري صالتق
ساري صالتق (بالتركية العثمانية: صاری صالتق، وبالتركية الحديثة: Sarı Saltuk) (ق. 1297) المعروف بِـ«ساري صالتق بابا» أو «ساري سلطان» هو درويشࣱ تُركي علوي شهيرࣱ نشر الإسلام في الديار البلقانيَّة في أوروپا، يحظى بِتكريم كبير ويُعدُّ رمزًا للوحدة الثقافيَّة التركيَّة في آسيا الوسطى وأوروپا كما يُعظِّمه البكتاشيون والمُجتمع السني. وقد سُميَت مدينة «باباداغ» في رومانيا بهذه التسمية نسبةࣰ إليه.

## الدفن
بحسب إحدى الأساطير، فقد دفن جثمانه في سبعة توابيت، في بلدات نائية في أراضي الكفرة. عثر في الوقت الحاضر على المقابر المزعومة (تيربي) في البلقان (قرية بلاجاش في موستار، كروجي، كالياكرا) وغرب الأناضول (إزنيق).

## انظر ايضآ
ساري سالتوق في البانيا